# Phụng Cương

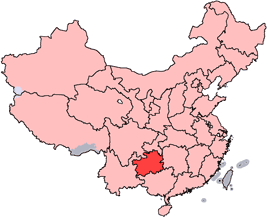
Vị trí Phụng Cương

Phụng Cương (chữ Hán giản thể: 凤冈县, bính âm: Fènggāng Xiàn, âm Hán Việịt: Phụng Cương huyện) là một huyện thuộc địa cấp thị Tuân Nghĩa, tỉnh Quý Châu, Cộng hòa Nhân dân Trung Hoa. Huyện này có diện tích 1883 ki-lô-mét vuông, dân số năm 2002 là 400.000 người. Mã số bưu chính của huyện là 564200. Chính quyền huyện đóng ở trấn Long Tuyền. Về mặt hành chính, huyện này được chia thành 9 trấn, 5 hương.
- Trấn: Long Tuyền, Gia Xuyên, Tiến Hóa, Tuy Dương, Thổ Khê, Vĩnh An, Hoa Bình, Vĩnh Hòa và Phong Nham.
- Hương: Vương Trại, Thạch Khinh, Tân Kiến, Hà Bá và Thiên Kiều